# Ян (ім'я)
Ян — слов'янське чоловіче особове ім'я. Зустрічається ще в руських літописах, зокрема, в «Повісті минулих літ». За часів Середньовіччя, імовірно, після поширення літературного твору «Слово о полку Ігоревім», на основі цього імені утворилося нове ім'я — Боян.
Жіночі форми імені — Яна, Яніна.

## Етимологія
- Вважається, що це ім'я є переробкою на слов'янський манер давньоєврейського імені Іоан (благодать Божа).
- За версією, виникло від назви римського божества Януса[1].
- Болгарська Вікіпедія повідомляє, що староболгарською мовою слово «яна» означало «ріка, річка».

## Відомі люди
- Ян Святославич (1002—до 1015?) — руський княжич.
- Ян Вишатич (бл. 1016 — 24 червня 1106) — воєвода, київський тисяцький, син воєводи Вишати з роду Добрині.
- Боян (XI ст.) — поет-співець давньої Русі, відомий за згадкою у «Слові о полку Ігоревім», де він згаданий сім разів. За однією з версій науковців, слово «боян» не є іменем, а поетичним виразом «бо Ян», де іменем є слово «Ян».[2]
- Святий Ян з Дуклі (1414 — 29 вересня 1484) — чернець францисканець-обсервант (бернардинець), перший католицький святий, що жив у Львові. День пам'яті св. Яна з Дуклі у католицькій Церкві припадає на 8 липня.
- Ян Ієронім Ходкевич (* бл. 1537 — † 1579) — один із найбільших магнатів Великого князівства Литовського руського походження з роду київського боярина Ходка.
- Ян Кароль Ходкевич — визначний військовий і політичний діяч Речі Посполитої руського походження з роду київського боярина Ходка, великий гетьман Литовський (1605–1621).
- Ян II Казимир Ва́за — король Речі Посполитої (1648–1668), повний титул: король Польський, великий князь Литовський, Руський і Опольський.
- Ян III Собеський — король польсько-литовсько-руської держави — Речі Посполитої з 1674 року, його мати походила з руського шляхетського роду.
- В.Ян - Янчевецький Василь Григорович, письменник.